# エパルレスタット
エパルレスタット（Epalrestat）は小野薬品工業が開発したアルドース還元酵素阻害薬である。商品名キネダック。開発コードONO-2235。

## 効能・効果
日本では1992年1月に「糖尿病性末梢神経障害に伴う自覚症状（しびれ感、疼痛）、振動覚異常、心拍変動異常の改善（糖化ヘモグロビンが高値を示す場合）」について承認された。
エパルレスタットの長期投与は忍容性が高く、糖尿病性神経障害の進行を遅延させ、特に血糖コントロールが良好で細小血管障害が限局的である場合の糖尿病の合併症を改善する。
第III相臨床試験の結果からは、血糖コントロール不良（HbA1c：6.6〜6.7%以上）例での有用性が示された:12。

## 作用機序
エパルレスタットはアルドース還元酵素を特異的に阻害し、神経内ソルビトールの蓄積を抑制することにより、糖尿病性末梢神経障害における自覚症状及び神経機能異常を改善する。

## 副作用
添付文書に記載されている重大な副作用は、血小板減少、劇症肝炎、肝機能障害、黄疸、肝不全である。
副作用の発生率は1.4%で、主なものは肝機能異常（AST（GOT）、ALT（GPT）の上昇等）（0.4%）、腹痛（0.1%）、嘔気（0.1%）、倦怠感（0.07%）等である。